# Peristarium
Peristarium là một chi ốc biển, là động vật thân mềm chân bụng sống ở biển thuộc họ Turbinellidae.

## Các loài
Các loài thuộc chi Peristarium bao gồm:
- Peristarium aurora (Bayer, 1971)[2]
- Peristarium electra (Bayer, 1971)[3]
- Peristarium merope (Bayer, 1971)[4]
- Peristarium timor (Harasewych, 1983)[5]